# Phú Khương
Phú Khương là một phường thuộc tỉnh Vĩnh Long, Việt Nam.

## Địa lý
Phường Phú Khương có vị trí địa lý:
- Phía đông giáp xã Lương Phú và Lương Hòa.
- Phía tây giáp phường Sơn Đông.
- Phía nam giáp phường An Hội.
- Phía bắc giáp phường Phú Tân.

Phường có diện tích 24,97 km², dân số năm 2025 là 47.059 người, mật độ dân số đạt 1.898 người/km². 

## Hành chính
Phường Phú Khương được chia thành 7 khu phố.

## Lịch sử
Trước năm 1975, Phú Khương là một ấp thuộc xã An Hội, quận Trúc Giang, tỉnh Kiến Hòa. Sau năm 1975, ấp Phú Khương được chuyển thành xã Phú Khương thuộc thị xã Bến Tre.
Ngày 25 tháng 6 năm 1999, Chính phủ ban hành Nghị định 41/1999/NĐ-CP. Theo đó, thành lập phường Phú Khương trên cơ sở toàn bộ 597 ha diện tích tự nhiên và 15.414 người của xã Phú Khương.
Ngày 9 tháng 2 năm 2009, Chính phủ ban hành Nghị định 08/NĐ-CP. Theo đó:
- Điều chỉnh 295,53 ha diện tích tự nhiên và 4.664 người của phường Phú Khương để thành lập phường Phú Tân
- Điều chỉnh 81,69 ha diện tích tự nhiên và 1.289 người của xã Phú Hưng về phường Phú Khương quản lý.

Sau khi điều chỉnh địa giới hành chính, phường Phú Khương có 365,91 ha diện tích tự nhiên và 11.602 người.
Ngày 16 tháng 6 năm 2025, Ủy ban Thường vụ Quốc hội ban hành Nghị quyết số 1687/NQ-UBTVQH15. Theo đó, sắp xếp toàn bộ diện tích tự nhiên, quy mô dân số của Phường 8 (thành phố Bến Tre), phường Phú Khương, xã Phú Hưng và xã Nhơn Thạnh thành phường mới có tên gọi là phường Phú Khương.